# Kościół San Zulian
Kościół San Zulian (nazwa w języku weneckim; wł. chiesa di San Giuliano Martire, pol. kościół św. Juliana) – rzymskokatolicki kościół w Wenecji w dzielnicy (sestiere) San Marco, dedykowany św. Julianowi. Administracyjnie należy do Patriarchatu Wenecji. Jest kościołem rektorskim w parafii Santissimo Salvatore.
Od strony architektonicznej jest jednym z przykładów architektury renesansowej w Wenecji. Z wystroju jego wnętrza wyróżnia się centralny obraz na suficie, Św. Julian w chwale pędzla Palmy młodszego.

## Historia

### Pierwotny kościół
Według tradycji kościół dedykowany świętym Julianowi i Basilissie został założony około 829 roku. Kronika doży Andrei Dandola, napisana w połowie XIV wieku podaje, że został założony w 832 roku. Znajdował się w jednym z ekonomicznie węzłowych i reprezentacyjnych miejsc miasta, zaraz za budynkami, w których mieściły się najwyższe instytucje Republiki Weneckiej i nieopodal bazyliki św. Marka. Udokumentowany został po raz pierwszy dopiero w 1061 roku. Według niektórych źródeł został odbudowany po drugim pożarze w 1105 roku na koszt rodziny Balbi. W połowie XV wieku znajdował prawdopodobnie w złym stanie technicznym. Nie wiadomo, kiedy i w jakich okolicznościach erygowano przy kościele parafię, ale musiało to mieć miejsce najpóźniej w XI wieku, kiedy zostały określone struktury administracyjne i kościelne miasta.

### Obecny kościół
Odbudowa kościoła w połowie XVI wieku łączy się z postacią doktora i uczonego, Tommasa Rangone z Rawenny. W 1553 roku Senat Republiki zaakceptował propozycję Rangone dotyczącą przebudowy fasady kościoła oraz zgodził się na umieszczenie na niej jego posągu. Podczas jej budowy zawalił się dach starego kościoła. Rangone sfinansował jego odbudowę, uzyskując w zamian obietnicę, że jego grobowiec zostanie umieszczony w środku prezbiterium. Fasada kościoła została zbudowana przez Jacopa Sansovina, który ukształtował ją w dwóch porządkach architektonicznych z półkolumnami inspirując się modelem typu konmemoratywnego. Po jego śmierci w 1570 roku budowę przejął Alessandro Vittoria. Po obu stronach głównego portalu znajdują się dwie inskrypcje, jedna po grecku, a druga po hebrajsku, poświęcona Tommasowi Rangone. W tympanonie frontonu Rangone siedzi na urnie pogrzebowej, pokrytej togą lekarza, przekazując potomnym syntezę swej wiedzy spowitej w skomplikowaną symbolikę. W 1580 roku kościół został ukończony i konsekrowany.
Na mocy dekretu napoleońskiego Królestwa Włoch z 5 czerwca 1805 roku (oraz kolejnych dekretów) zainicjowano w Wenecji proces kasat i przekształceń kościołów i klasztorów oraz zmian granic parafii. W 1807 roku parafia San Giuliano została zniesiona, jej obszar został włączony do parafii Santissimo Salvatore (potocznie San Salvador), a kościół zyskał status kościoła filialnego. W 1810 roku stał się kościołem rektorskim w parafii San Marco, a w 1967 roku znalazł się ponownie (z tym samym statusem) w parafii Santissimo Salvatore.

## Architektura

### Fasada
Biała fasada kościoła, zbudowana z kamienia istryjskiego z Rovigno, jest jedną z pierwszych w Wenecji fasad kommemoratywnych. Jest zarazem przykładem technicznych umiejętności Sansovina, który zdołał rozwiązać szereg ograniczeń przestrzennych i narzuconych mu warunków: nieregularność przeciwległego placu, alegoryczny program Rangone, opiewanie nauk medycznych i wiedzy powszechnej. Zrealizowana w dwóch etapach (w latach 1553–około 1559 i po roku 1566), ma wystającą część centralną, przypominającą łuk triumfalny, utworzony przez belkowanie wsparte na podwójnych kolumnach umieszczonych po bokach, na wysokich bazach oraz na zamykającym je łuku. W górnej części kompozycji, podobnie jak w łukach Konstantyna Wielkiego czy Tytusa w Rzymie, umieszczono centralną tablicę z pamiątkowym napisem w języku łacińskim.

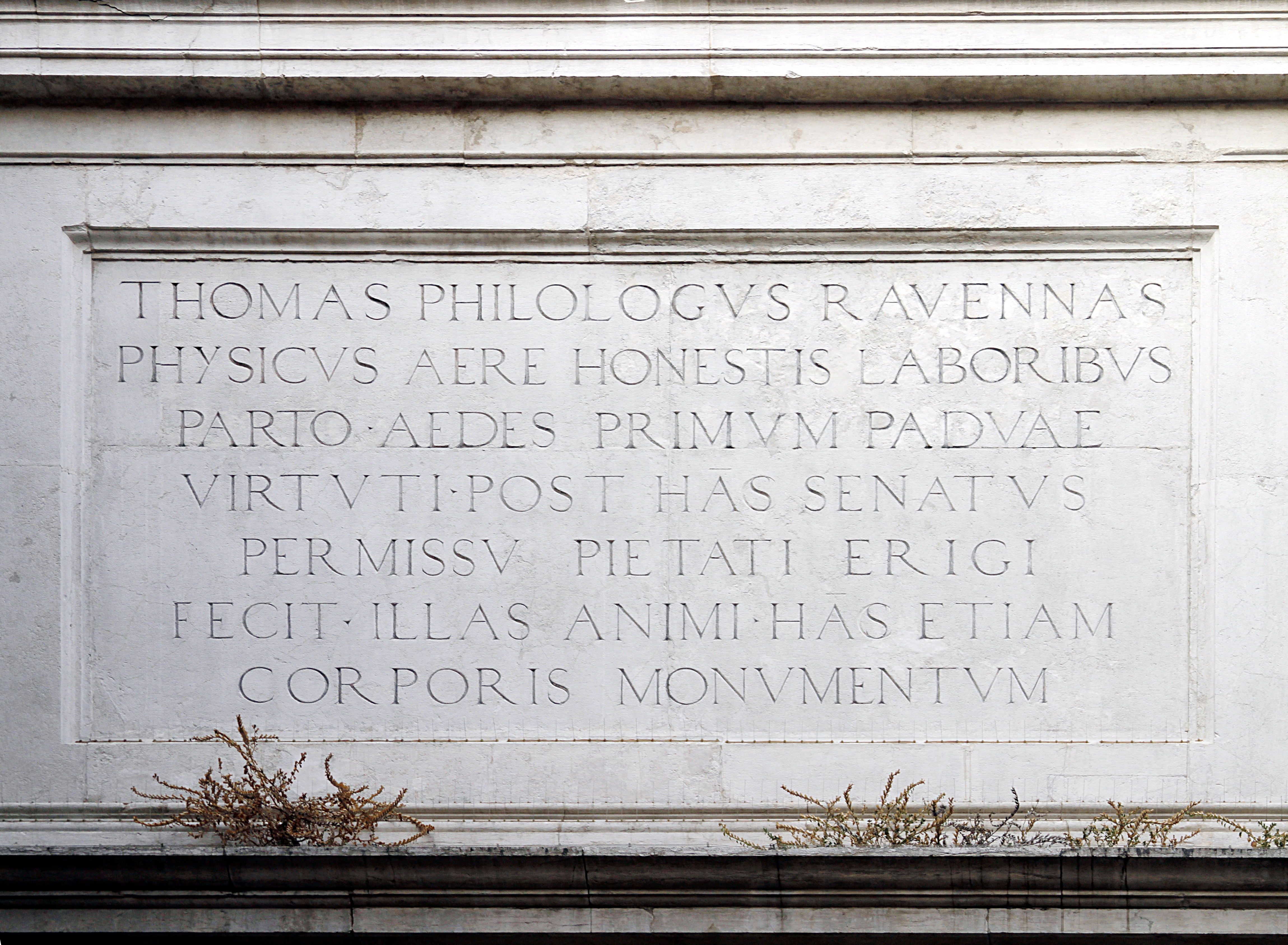
Dedykacja w języku łacińskim

W centrum kompozycji znajduje się Tommaso Rangone, siedzący na urnie pogrzebowej i ubrany w togę (symbolizującą jego wiedzę). Postać uczonego jest wpisana w półkolistą przestrzeń, symbolizującą niebo nad ziemią. Z lewej strony widoczna jest kula ziemska o nachyleniu 44° 30 ' (szerokość geograficzna Wenecji). Na kuli ziemskiej widoczny jest Ocean Atlantycki, oddzielający Europę od Ameryki Południowej (skąd pochodziła roślina do leczenia kiły, stosowana przez uczonego). Z lewej strony Rangone znajduje się horoskop z dniem jego narodzin (18 sierpnia 1493) i ze znakiem lwa w centrum. Rangone trzyma w prawej ręce cudowną roślinę, odkrytą w Ameryce Południowej i używaną do leczenia kiły, a lewej – książkę z napisem DEUS HIQ (Bóg jest po każdej stronie).
Na fasadzie znajdują się również trzy inskrypcje: ta w języku łacińskim (wymieniona wyżej) zawiera dane biograficzne uczonego i informacje prawne, w języku greckim – wymienia zasługi kulturowe Rangone, zaś ta w języku hebrajskim – przypomina o możliwości życia do 120 lat).

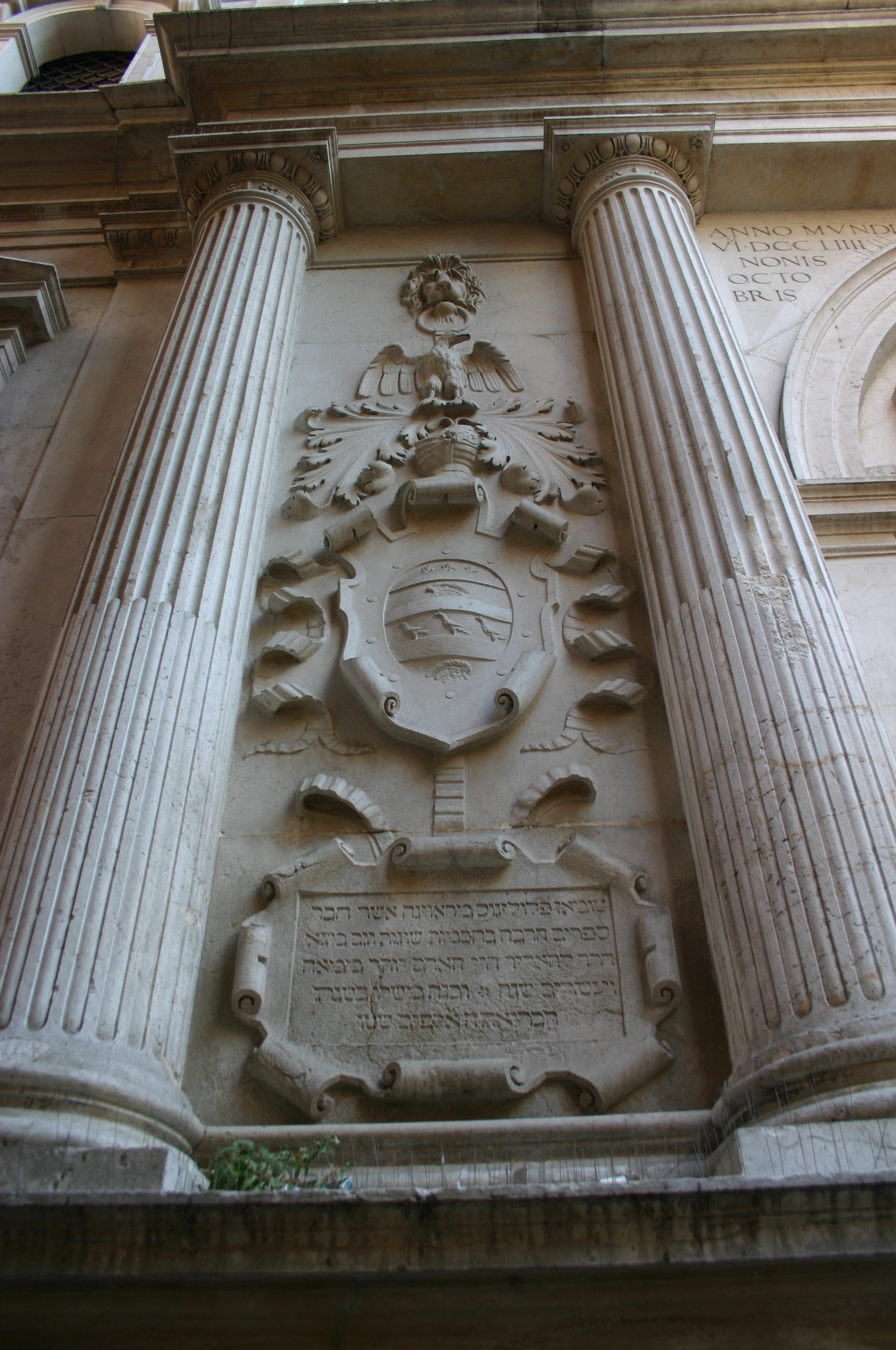
Lewa strona fasady
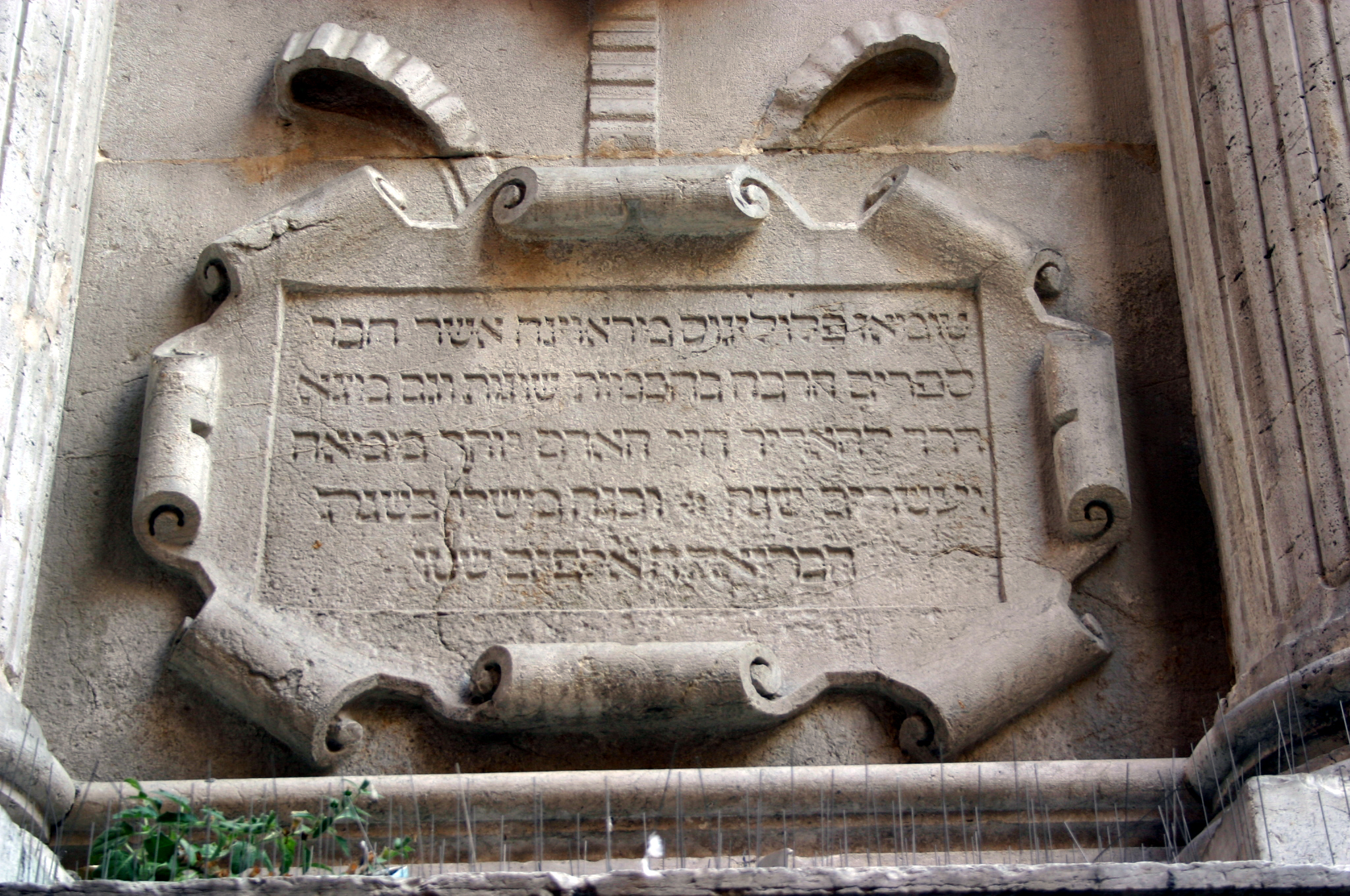
Inskrypcja w języku hebrajskim
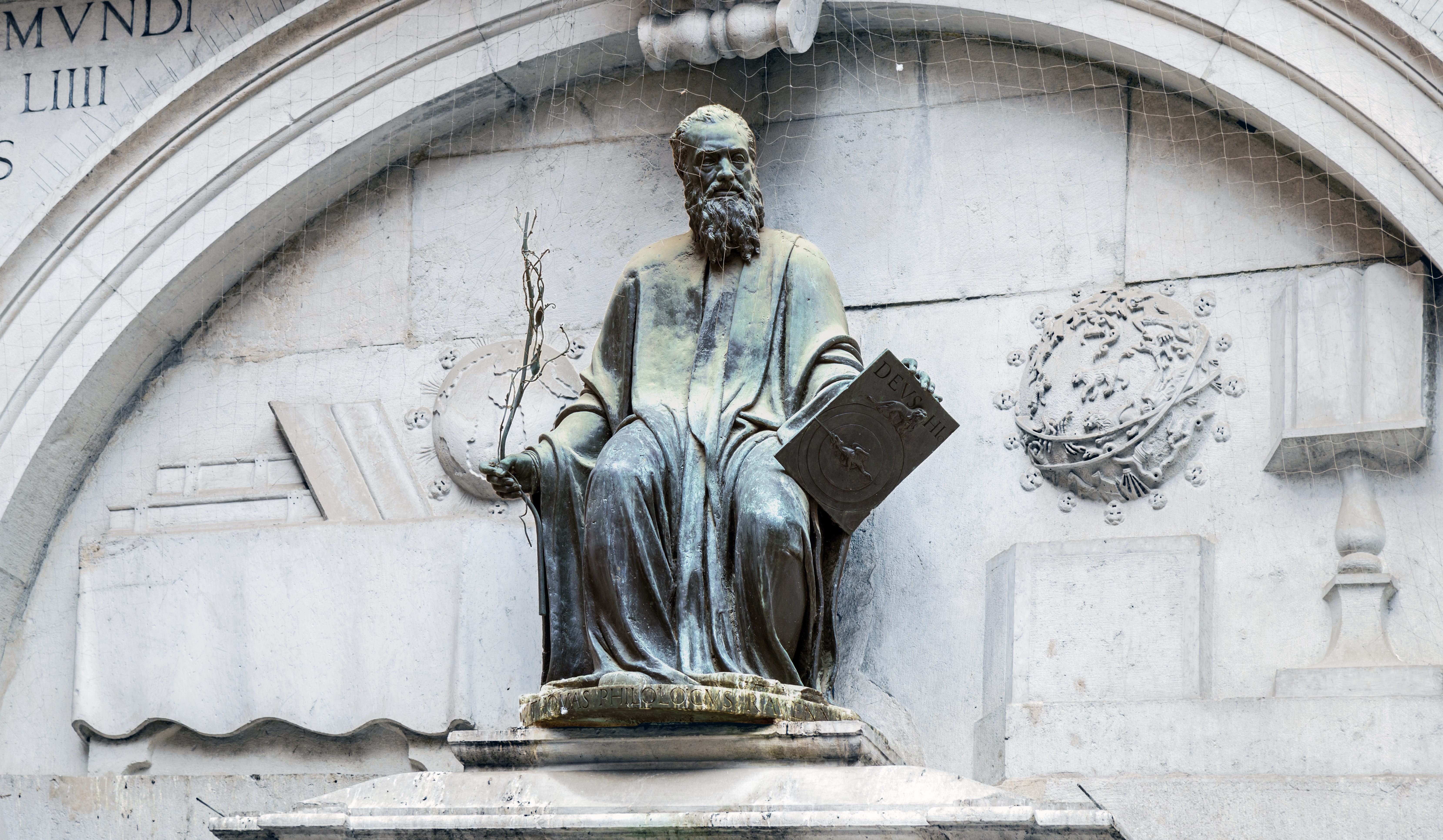
Posąg Tommasa Rangone
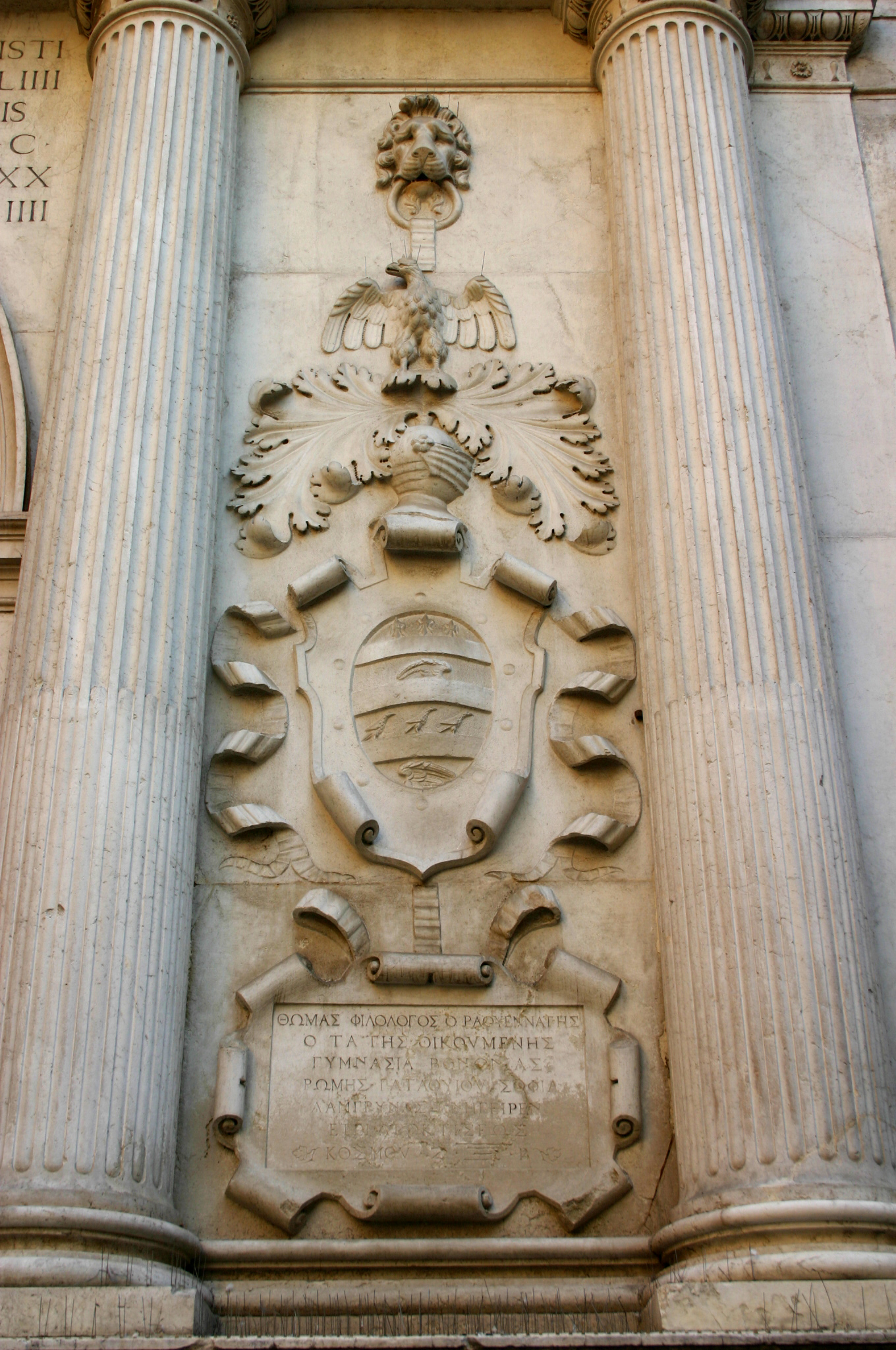
Prawa strona fasady
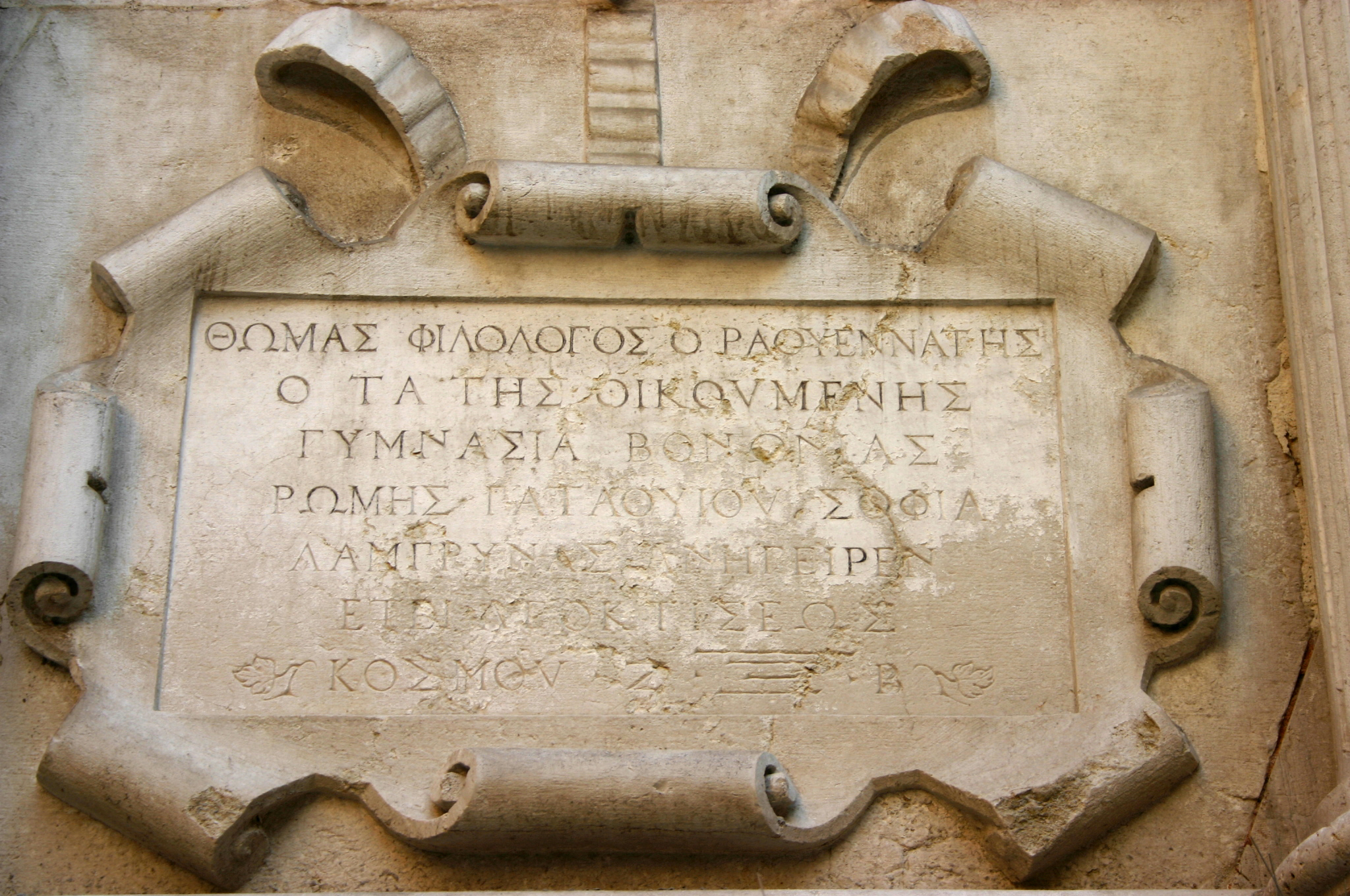
Inskrypcja w języku greckim

### Dzwonnica
Mapa Jacopa de’ Barbari ukazuje wieżę, prawdopodobnie wzniesioną podczas drugiej przebudowy, zwieńczoną iglicą w kształcie głowy cukru i czterema sterczynami. Obecna wieża pochodzi z rozbiórki tej starej dzwonnicy w 1775 roku i jest jedyną w Wenecji, która wznosi się na dachu kościoła.

### Wnętrze

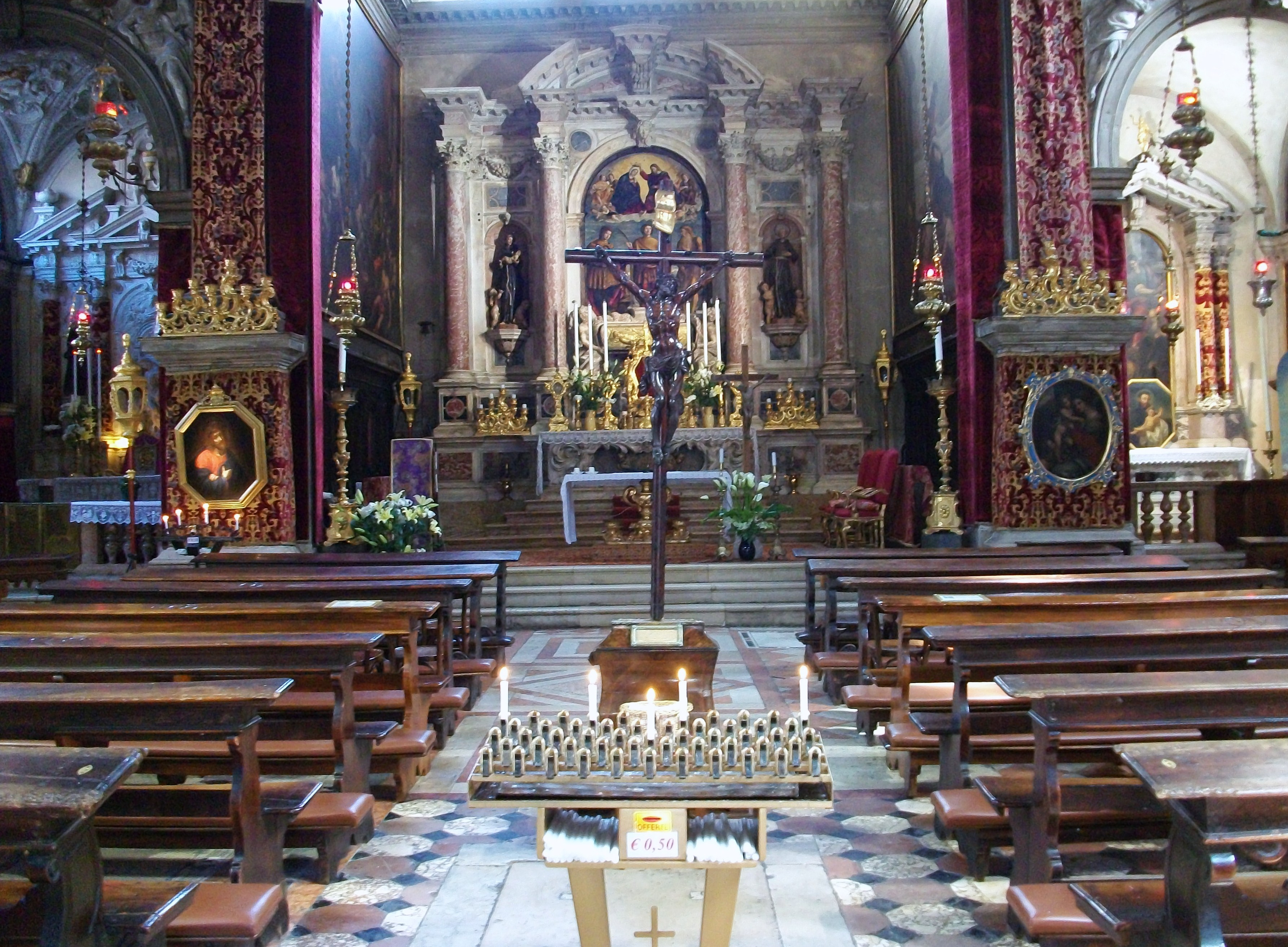
Wnętrze

Wnętrze, składające się z prezbiterium i pojedynczej, kwadratowej nawy, jest pozbawione kolumn, które oddzielały trzy nawy w poprzednim budynku. Oświetlenie zapewnia podwójny rząd identycznych okien, przedzielonych na dwie, niemal identyczne strefy złoconym, drewnianym gzymsem z 1587 roku.

#### Prezbiterium
Prezbiterium, zbudowane na planie prostokąta i przykryte sklepieniem krzyżowym, jest flankowane dwiema bocznymi kaplicami wychodzącymi na pojedynczą nawę. Projekt części ołtarzowej prezbiterium oraz ołtarza głównego (obu ukończonych w 1666 roku) jest przypuszczalnie dziełem Giuseppe Sardiego. W ołtarzu głównym znajduje się obraz Girolama da Santacroce Koronacja Maryi Dziewicy wśród świętych: Juliana, Floriana i Pawła Pustelnika (1544). Na ścianach prezbiterium wiszą obrazy Cud św. Juliana podczas męczeństwa (lewa) i Męczeństwo św. Juliana (prawa), oba pędzla Antonia Zanchiego z 1674 roku. Prezbiterium oddziela od nawy łuk, flankowany dwoma masywnymi filarami w porządku korynckim, wspartych na wysokich bazach. W ołtarzu kaplicy po lewej stronie prezbiterium znajduje się marmurowa rzeźba Martwy Chrystus podtrzymywany przez aniołów Girolama Campagni z około 1579 roku.
 

#### Nawa

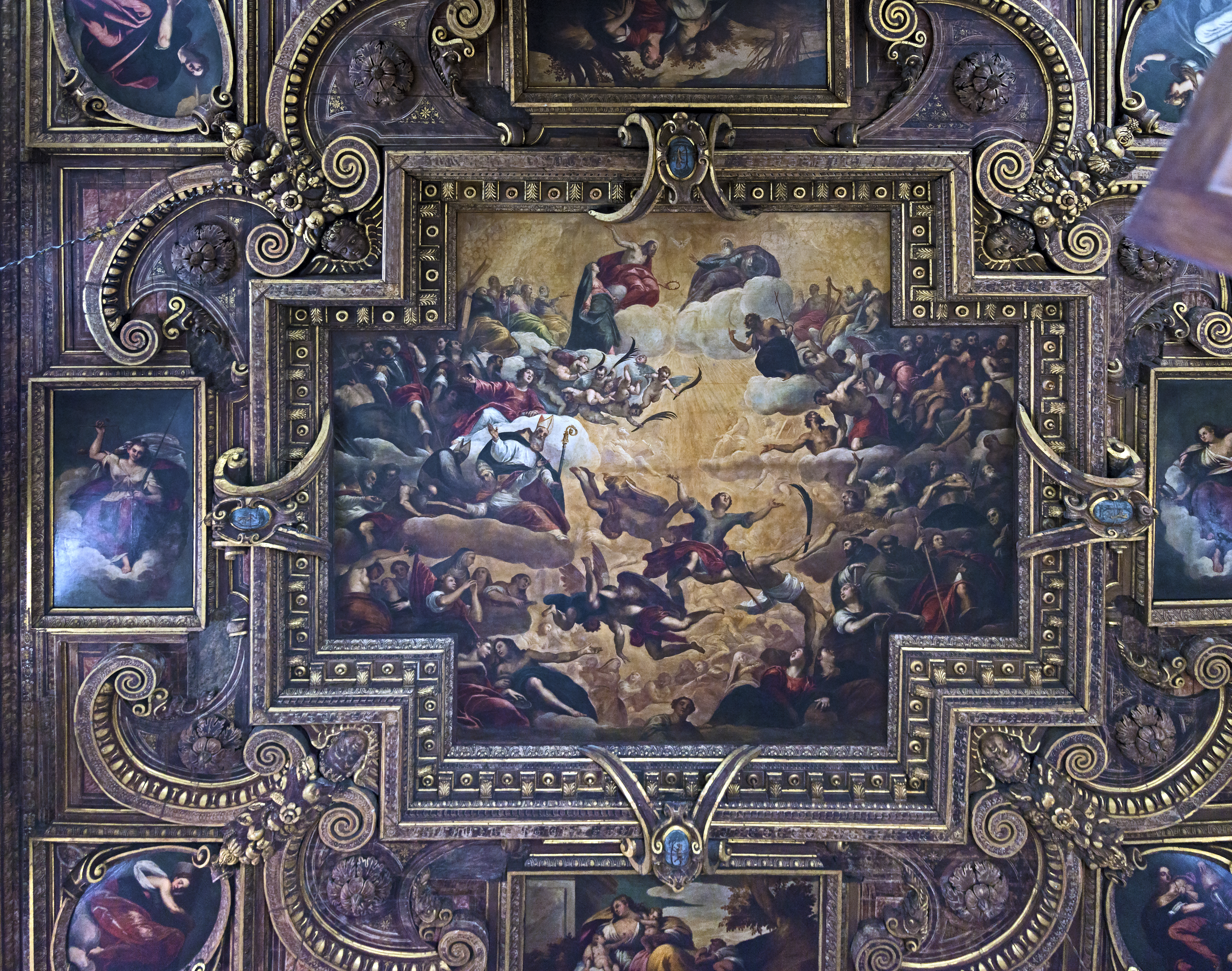
Palma młodszy, Św. Julian w chwale

Drewniany, kasetonowy sufit, podzielony na sekcje złotymi ramami, zaprojektował i zrealizował w 1579 roku Francesco Smeraldi. W jego centrum znajduje się obraz w kształcie krzyża, Św. Julian w chwale, pędzla Palmy młodszego z lat 1588–1589. Otacza go 8 obrazów olejnych Leonarda Corony z lat 1588–1589, przedstawiających cnoty: Nadzieję, Sprawiedliwość, Męstwo, Miłość, Umiarkowanie, Roztropność, Wiarę i Pokorę.
Po obu stronach nawy znajdują się po dwa ołtarze. Po lewej stronie, w kaplicy Najświętszego Sakramentu, znajduje się obraz Serce Jezusa w chwale i święci Roch, Sebastian, Luigi Gonzaga i Mikołaj, pędzla Vincenza Guarany z 1802 roku. Drugi obraz to Dziewica na tronie z puttami pomiędzy świętymi: Piotrem, Michałem Archaniołem, Janem Chrzcicielem i Janem Ewangelistą Boccaccia Boccaccina z około 1500 roku.
 
W ołtarzu Mercisi po prawej stronie nawy znajduje się obraz Palmy Młodszego, Wniebowzięcie Najświętszej Maryi Panny z 1583 roku, natomiast w drugim – Martwy Chrystus podtrzymywany przez aniołów i trzech świętych Paola Veronese z około 1581 roku.
Stiuki zrealizował Alessandro Vittoria.

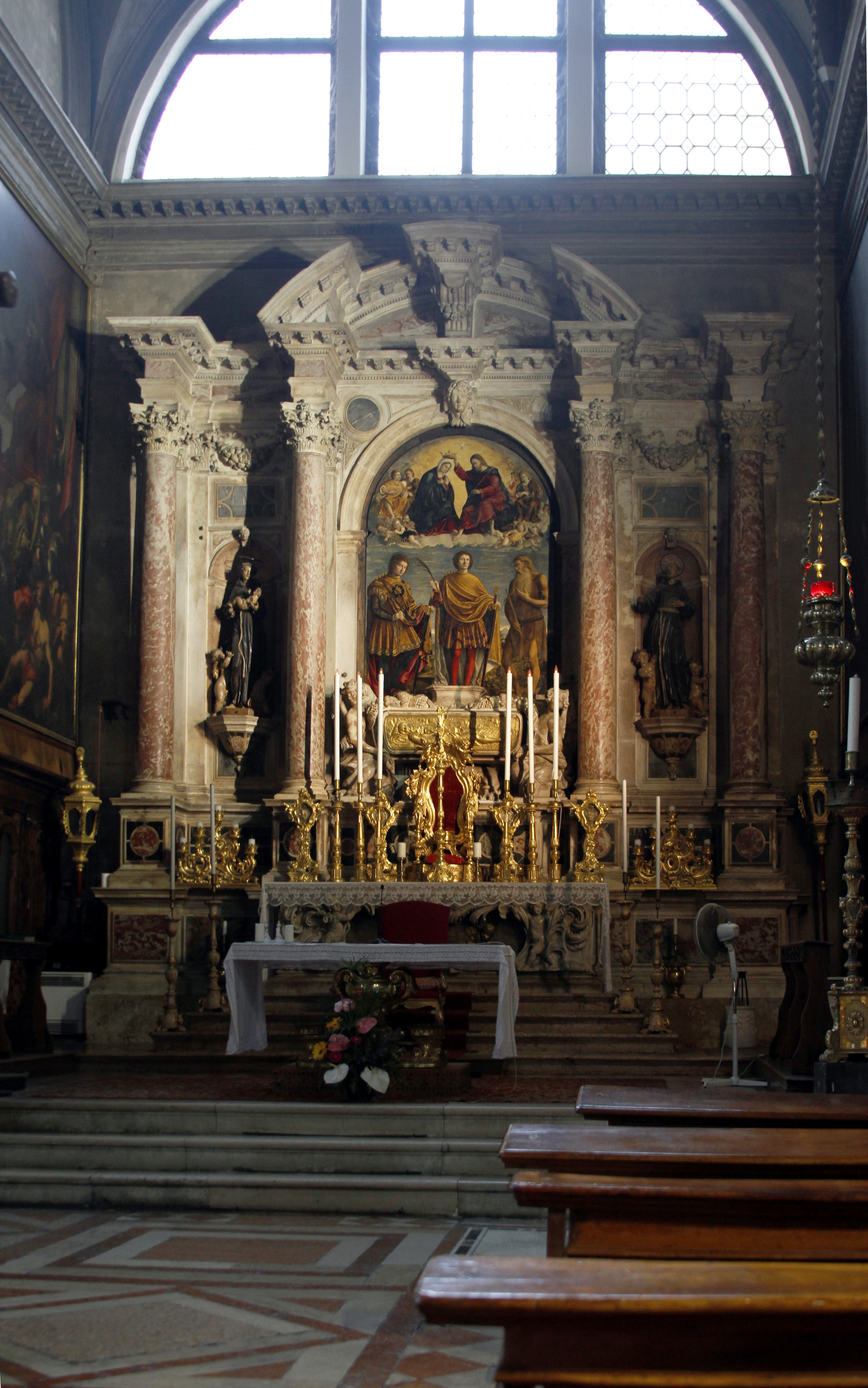
Ołtarz główny
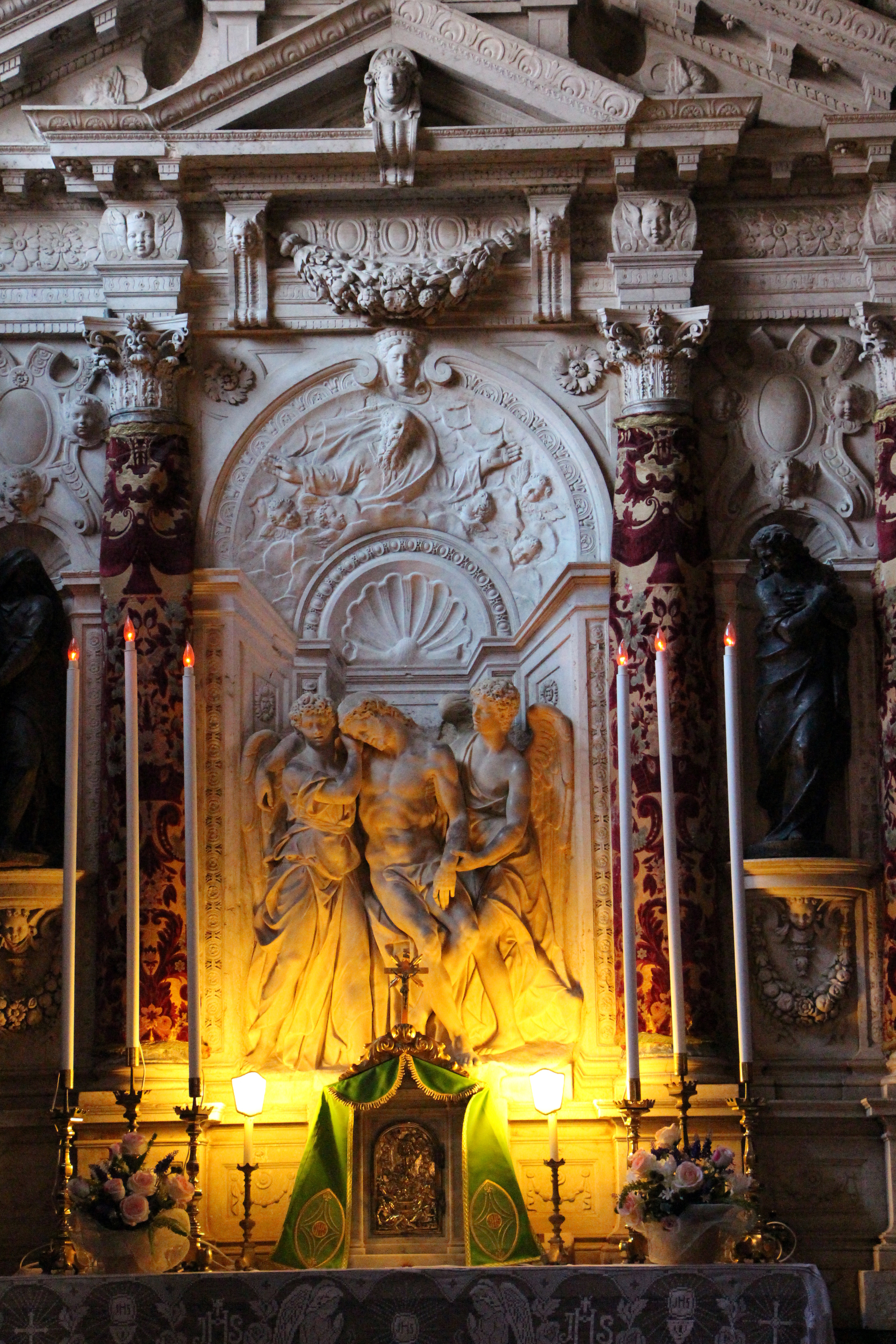
Martwy Chrystus podtrzymywany przez aniołów
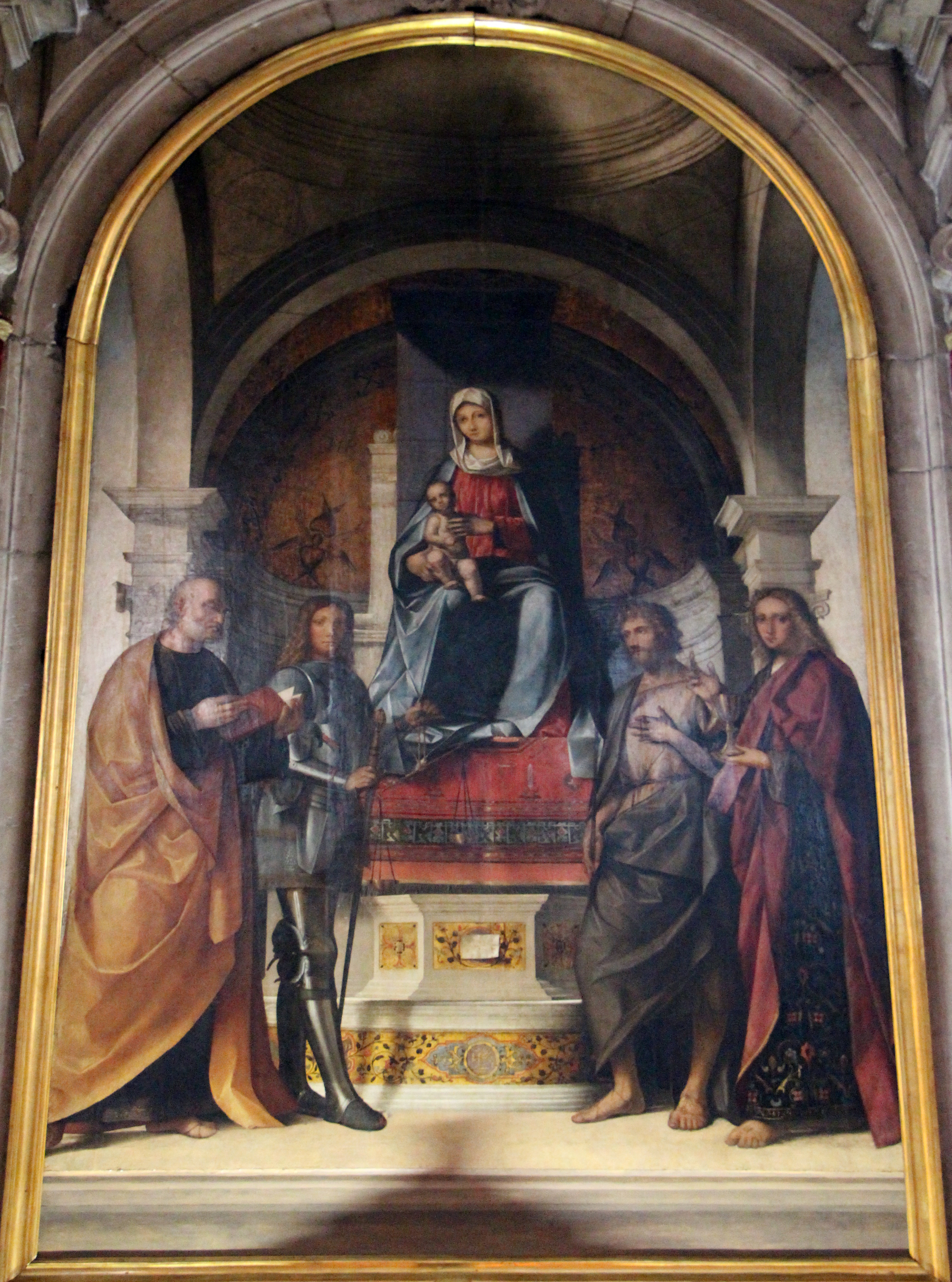
Boccaccio Boccaccino, Dziewica na tronie z puttami pomiędzy świętymi: Piotrem, Michałem Archaniołem, Janem Chrzcicielem i Janem Ewangelistą
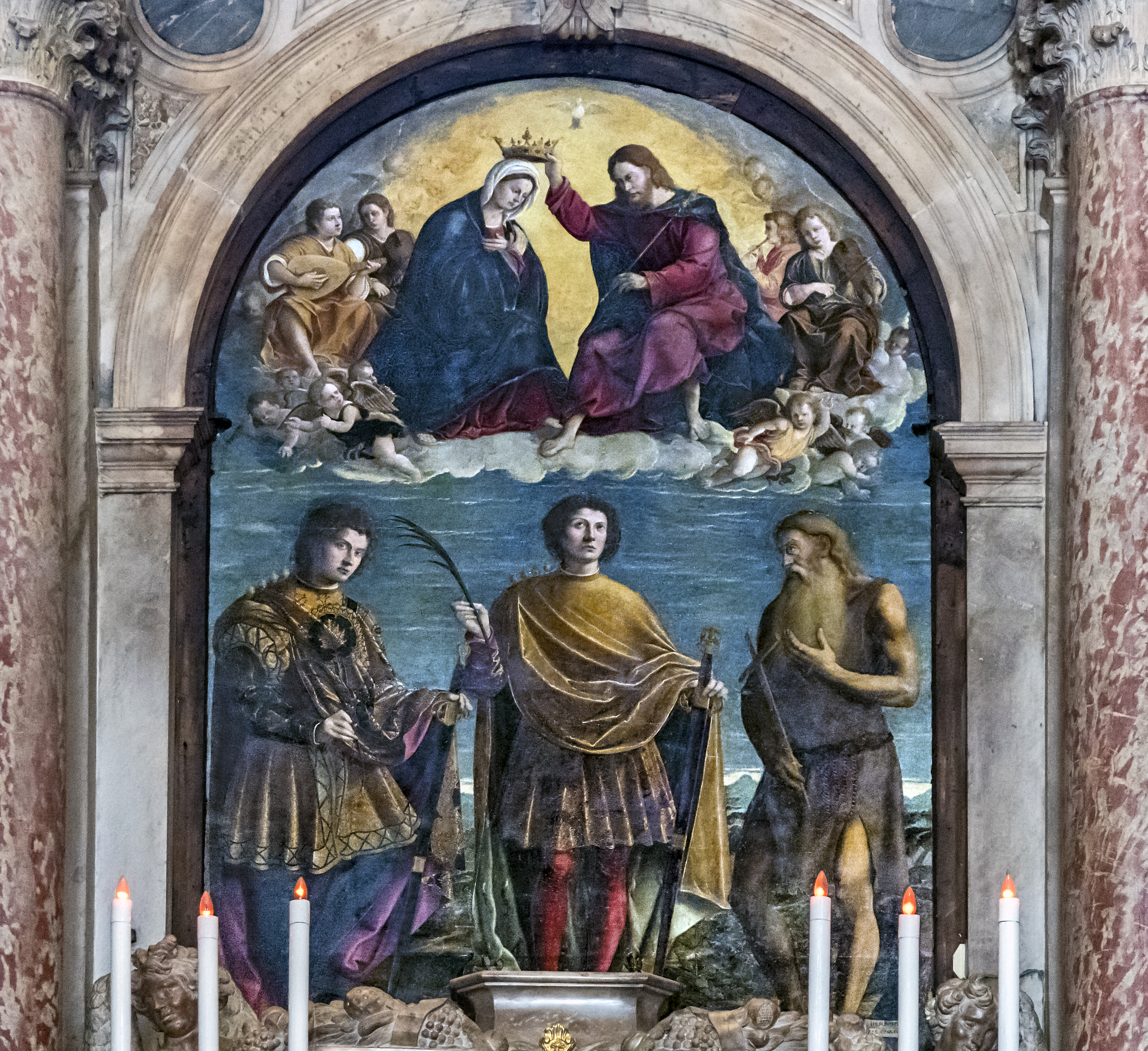
Girolamo da Santacroce, Koronacja Najświętszej Maryi Panny ze św. Witalisem, św. Julianem i św. Hieronimem
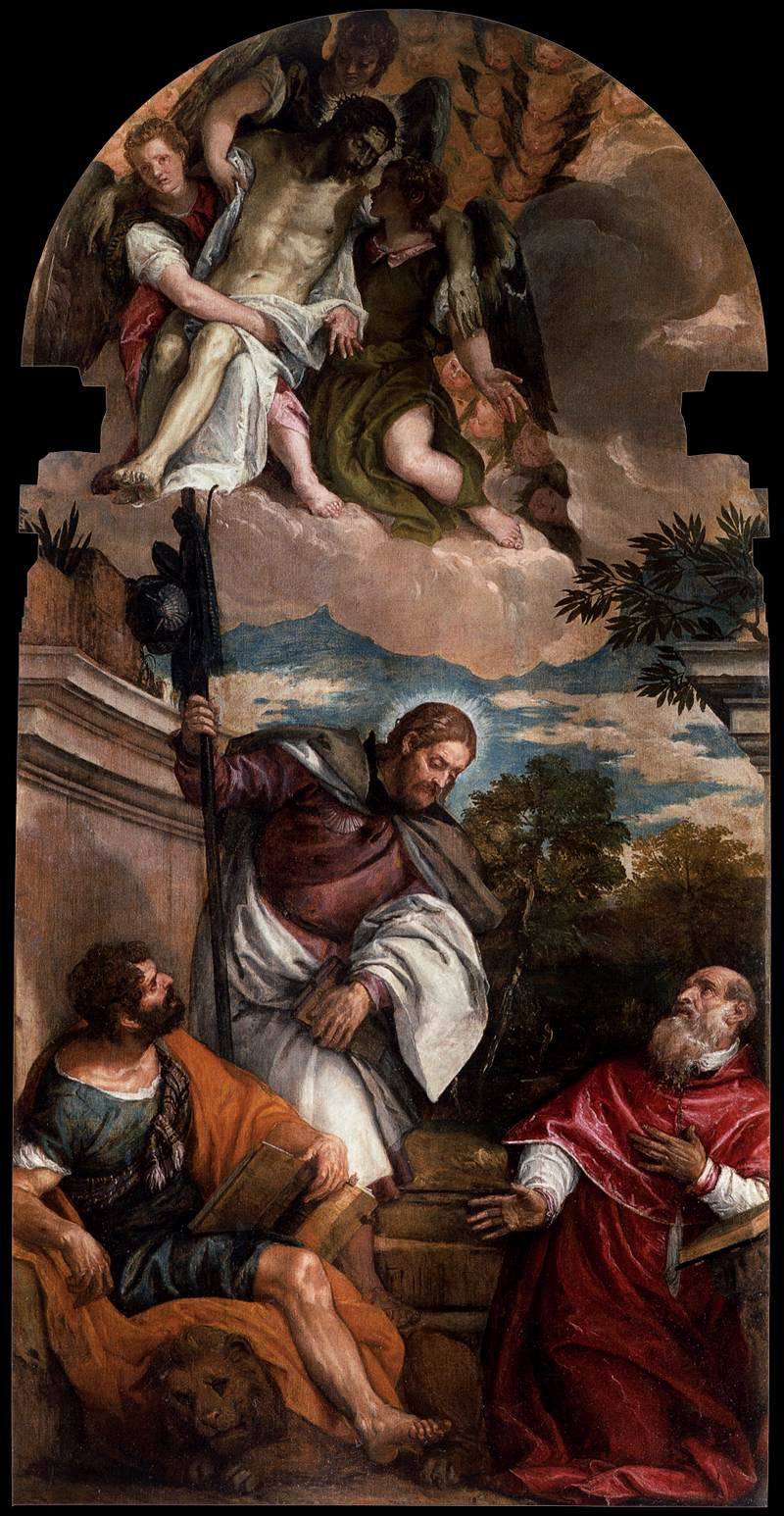
Paolo Veronese, Martwy Chrystus podtrzymywany przez aniołów i trzech świętych